# Seznam pobočných táborů KZ Neuengamme

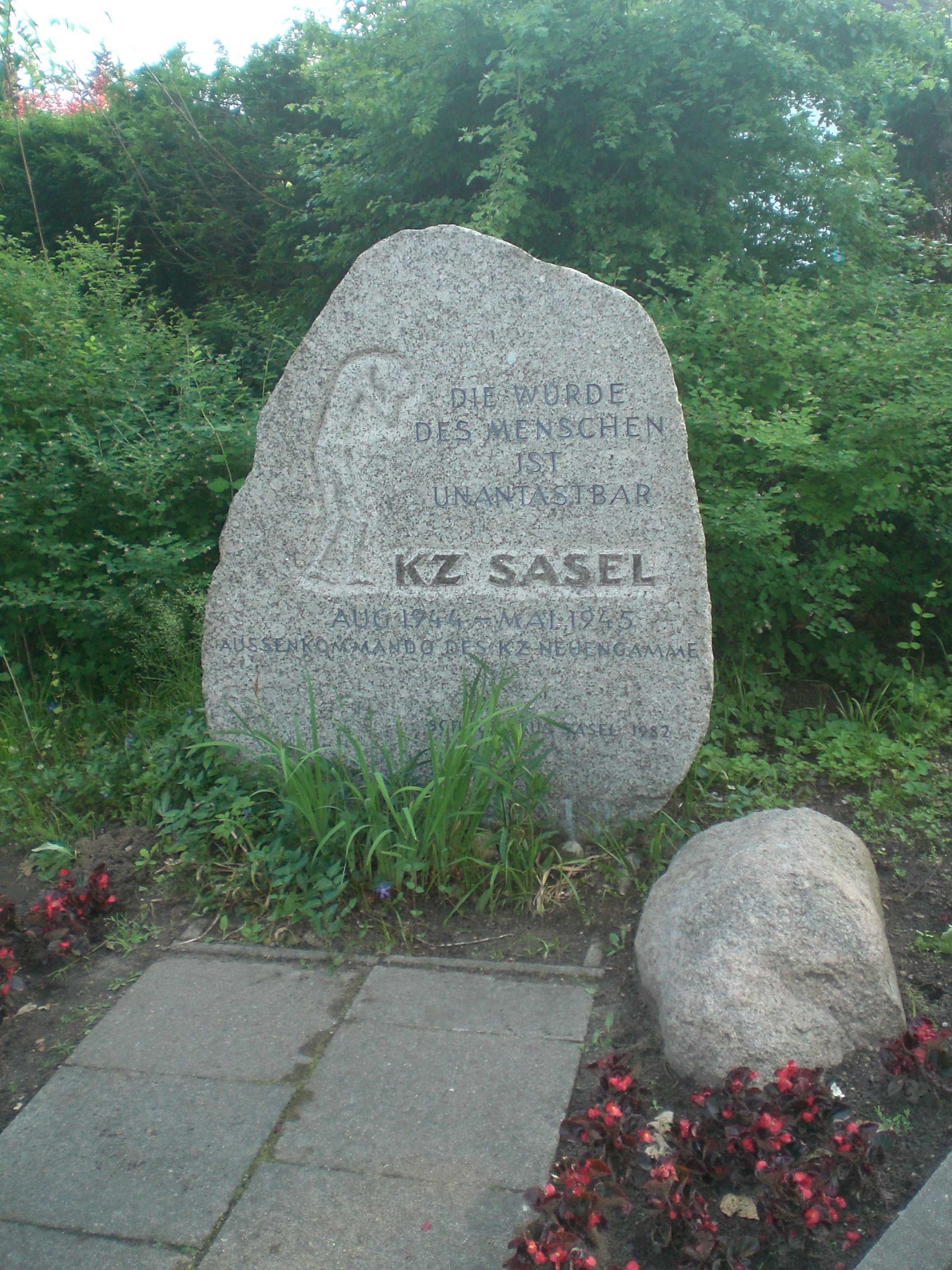
Památník pobočného tábora v Saselu

Neúplný seznam pobočných táborů koncentračního tábora Neuengamme, které byly v provozu v průběhu let 1938 až 1945. Počet vězňů se tábor od tábora lišil a to od několika tisíc po pouhých několik jedinců. Na konci války bylo v pobočných táborech třikrát více vězňů než v hlavním táboře. Vězni byli nuceni pracovat ve vysilujících podmínkách na různých místech v severním Německu. Často byli transportování mezi pobočnými tábory a speciálními pracovišti. V Neuengamme na přelomu let 1944/1945 umíralo 1 700 lidí měsíčně a celkový počet obětí za dobu fungování táborové sítě přesáhl 50 000.

## Seznam pobočných táborů
| Název tábora                                    | V provozu                                                              | Počet vězňů                | Počet obětí  | Druh práce                                                                | Zadavatel úkolu | Velitelé |
| ----------------------------------------------- | ---------------------------------------------------------------------- | -------------------------- | ------------ | ------------------------------------------------------------------------- | --- | --- |
| KZ Alderney (I. SS-Baubrigade), Lager Sylt      | 5. května 1943–24. června 1944                                         | 1000                       | min. 100     | budování opevnění                                                         | Organizace Todt, Oberkommando der Wehrmacht | SS-Hauptsturmführer Maxmilian List (do března 1944) SS-Obersturmführer Georg Braun                                                      |
| KZ-Außenlager Alt Garge                         | 24. srpna 1944–15. února 1945                                          | 500 mužů                   | min. 49      | výstavba elektrárny                                                       | Hamburgische Electricitäts-Werke, Firma Rosseburg, Wayss & Freytag, Bilfinger                                                                                         | SS-Oberscharführer Walter |
| KZ Engerhafe                                    | 21. října 1944–22. prosince 1944                                       | 2000 mužů                  | min. 188     | budování opevnění                                                         | Reichsverteidigungskommissar | SS-Oberscharführer Erwin Seifert |
| Bad Sassendorf, 11. SS-Eisenbahnbaubrigade      | 8. února 1945–4./5. dubna 1945                                         | 504 mužů                   |              | výstavba železnice                                                        | Deutsche Reichsbahn | |
| KZ-Außenlager Boizenburg                        | srpen 1944–28. dubna 1945                                              | 400 žen                    |              | výroba lodních a letadlových součástek                                    | Thomsen & Co | Oberaufseherin Gertrud Moellerová |
| KZ-Außenlager SS-Reitschule                     | 17. srpna 1944–26. března 1945                                         | 800 mužů                   | min. 300     | výroba automobilových součástek                                           | Büssing | SS-Hauptscharführer Max Kirstein |
| KZ-Außenlager Vechelde                          | září 1944–březen/duben 1945                                            | 400 mužů                   |              | výroba automobilových součástek                                           | Büssing | Helmut Sebrantke |
| Breitenfelde                                    | 10. listopadu 1944–30. dubna 1945                                      | 20 mužů                    |              | práce na pile                                                             | SS-Bauleitung Mölln | |
| KZ Bahrsplate                                   | 6./7. září 1944–9. dubna 1945                                          | asi 1000 mužů              |              | práce v loděnicích                                                        | Deutsche Schiff- und Maschinenbau Aktiengesellschaft, Krupp-Konzern                                                                                                   | Oberfeldwebel der Wehrmacht Richard-Johann vom Endt                                                                                     |
| Bremen-Neuenland (Lager Neuenland)              | 16. srpna 1944–28. listopadu 1944                                      | 1000 mužů                  |              | stavba bunkrů pro ponorky                                                 | Marineoberbauleitung, Deutsche Schiff- und Maschinenbau Aktiengesellschaft                                                                                            | SS-Obersturmführer Hugo Benedict |
| Bremen-Schützenhof (Lager Schützenhof)          | prosinec 1944–7. nebo 9. dubna 1945                                    | 700 mužů                   | přes 200     | stavba lodí a odklízecí práce                                             | Deutsche Schiff- und Maschinenbau Aktiengesellschaft, Krupp-Konzern                                                                                                   | |
| Bremen, II. SS-Baubrigade                       | 12. října 1942–15. dubna 1944                                          | 750 mužů                   |              | stavební a odklízecí práce                                                | Brémy | SS-Hauptsturmführer Gerhard Weigel |
| Bremen Hindenburgkaserne                        | 2. srpna 1944–26. září 1944                                            | 800 žen                    |              | odklízecí práce                                                           | Brémy | SS-Unterscharführer Peter Pittmann SS-Hauptscharführer Johann Hille                                                                     |
| Stuhr-Obernheide (Lager Obernheide)             | 26. září 1944–4. dubna 1945                                            | 800 žen                    | min. 20      | odklízecí práce a výstavba provizorních obydlí                            | Brémy, Lüning & Sohn, Rodiek | SS-Hauptscharführer Johann Hille |
| Borgward-Werke (Borgward-Lager)                 | 25. srpna 1944–12. října 1944                                          | 1000 mužů                  |              | výroba automobilů                                                         | Borgward-Werke | |
| KZ Uphusen                                      | 7. února 1945–4. dubna 1945                                            | 100 žen                    |              | výroba prefabrikovaného betonu                                            | Brémy, Rodiek | |
| KZ Farge                                        | říjen 1943–10. dubna 1945                                              | 3000 mužů                  | min. 533     | výstavba bunkru pro ponorky                                               | Marineoberbauleitung | Haptmann des Heeres Ulrich Wahl |
| KZ Darß-Wieck                                   | leden 1941–únor 1941                                                   | 50 mužů                    |              | výroba došků                                                              | | SS-Oberscharführer Ewald Jauch |
| KZ Darß-Zingst                                  | konec 1941–duben 1942                                                  | 50 mužů                    |              | výroba došků                                                              | | |
| Düssin (Meklenbursko)                           | 15. září 1944–1. března 1945                                           | 80 mužů                    |              | práce na statku                                                           | | |
| KZ Arbeitsdorf                                  | duben 1942–1. října 1942                                               | 800 mužů                   | min. 6       | stavební práce                                                            | Volkswagenwerk Wolfsburg | Martin Gottfried Weiß Wilhelm Schitli                                                                                                   |
| KZ-Außenlager Laagberg                          | 31. května 1944–8. dubna 1945                                          | 800 mužů                   | neznámý      | stavební práce                                                            | Deutsche Bau AG, Volkswagenwerk Wolfsburg | SS-Hauptscharführer Johannes Pump Anton Callesen Karl Werringloer                                                                       |
| Garlitz (Meklenbursko)                          | 3. února 1945–2. května 1945                                           | asi 10                     |              | pravděpodobně domácí personál                                             | Waffen-SS | SS-Hauptsturmführer Joseph Sewera |
| SS-Barackenlager Hahndorf                       | 20. října 1944–25. března 1945                                         | 15 mužů                    |              | pravděpodobně kancelářská práce                                           | SS-Bauleitung Goslar | |
| KZ-Außenlager Hamburg-Eidelstedt                | a) 27. září 1944–7. dubna 1945 b) 20./21. dubna 1945–5. května 1945    | a) 500 žen b) přes 100 žen |              | odklízecí práce                                                           | Hamburk | SS-Unterscharführer Walter Kümmel |
| KZ Fuhlsbüttel                                  | 25. října 1944–15. února 1945                                          | asi 1500 mužů              |              | odklízecí práce v rafinérii a v přístavu, výstavba protitankových příkopů | Mineralölsicherungsplan | |
| Hamburk-Hammerbrook, II. SS-Baubrigade          | 7. srpna 1943–duben 1944                                               | 930 mužů                   |              | odklízecí a záchranné práce                                               | Hamburk, Polizeipräsident | SS-Hauptsturmführer Weigel |
| Hamburk-Hammerbrook, Bombensuchkommando         | 1944–25. března 1945                                                   | 35 mužů                    |              | odklízení nevybuchlých bomb                                               | | |
| KZ-Außenlager Hamburk-Hammerbrook               | říjen 1944–17. dubna 1945                                              | 2000 mužů                  | 500–800      | odklízecí práce                                                           | Hamburk, Deutsche Reichsbahn, Jung-Öl | SS-Obersturmführer Karl Wiedemann SS-Obersturmführer Arnold Strippel                                                                    |
| KZ-Außenlager Hamburk-Langenhorn                | a) 12. září 1944–3./4. dubna 1945 b) asi 20. dubna 1945–3. května 1945 | asi 750 žen                |              | a) výroba zbraní b) výstavba                                              | a) Hanseatische Kettenwerke, firma Messap b) Hamburk | Walter Lau |
| Hamburk-Neugraben                               | 13. září 1944–8. února 1945                                            | 500 žen                    |              | výstavba a odklízecí práce                                                | Prien, Wesseloh, Ziegelel Malo | SS-Hauptscharführer Friedrich-Wilhelm Kliem                                                                                             |
| Hamburk-Rothenburgsort (Bullenhuser Damm)       | listopad 1944–9./11. dubna 1945                                        | 1000 mužů                  |              | odklízecí práce                                                           | Deutsche Erd- und Steinwerke | SS-Oberscharführer Ewald Jauch Johann Frahm                                                                                             |
| KZ-Außenlager Hamburg-Sasel                     | a) 13. září 1944–7. dubna 1945 b) 21. dubna 1945–4./5. května 1945     | 500 žen                    | min. 35      | odklízecí práce a výstavba dočasných obydlí                               | Möller, Kowahl & Bruns, Wayss & Freytag, Moll | Hauptmann der Wehrmacht Merker SS-Oberscharführer Leonhard Stark                                                                        |
| Hamburk-Steinwerder                             | 22. listopadu 1944–21. dubna 1945                                      | 250 mužů                   |              | stavba lodí a odklízecí práce                                             | Stülcken-Werft | Arthur Zeise |
| Hamburk-Steinwerder (Blohm + Voss)              | 9. října 1944–12. dubna 1945                                           | 600 mužů                   | min. 250     | stavba lodí a odklízecí práce                                             | Blohm + Voss | SS-Oberscharführer Peitz |
| Hamburk-Tiefstack                               | 8. února 1945-7. dubna 1945                                            | 500 žen                    |              | odklízecí práce a výstavba                                                | Diago Werke, Zementfabrik Tiefstack, Möller | SS-Hauptscharführer Friedrich-Wilhelm Kliem                                                                                             |
| Hamburk-Veddel (ženský)                         | červenec 1944–13. září 1944                                            | 1500 žen                   |              | odklízecí práce                                                           | Ebano-Oehler, J. Schindler, Rhenania-Ossag, Jung-Öl | |
| Hamburk-Veddel (mužský)                         | a) 15. září 1944–25. října 1944 b) 15. února 1945–14. dubna 1945       | a) 2000 mužů b) 800 mužů   | a) min. 150  | odklízecí práce v rafinériích a v přístavu, výstavba                      | Mineralölsicherungsplan, Jung-Öl | SS-Obersturmführer Karl Wiedemann |
| KZ-Außenlager Hamburg-Wandsbek                  | 8. června 1944–30. dubna 1945                                          | asi 550 žen                |              | výroba plynových masek                                                    | Drägerwerk | SS-Unterscharführer Johannes Heinrich Steenbock SS-Untersturmführer Max Klerstein Friedrich Wilhelm Hinz                                |
| KZ-Außenlager Hannover-Langenhagen              | 2. října 1944–6. ledna 1945                                            | 500 žen                    |              | výroba a oprava letadel, výroba munice                                    | Brinker Eisenwerke | |
| KZ-Außenlager Hannover-Mühlenberg               | 3. února 1945–6. dubna 1945                                            | 500 mužů                   | min. 79      | výroba protiletadlových děl                                               | Hanomag, Rheinmetall | SS-Oberscharführer Walter Quakemack |
| KZ-Außenlager Hannover-Limmer                   | 25. června 1944–6. dubna 1945                                          | asi 1050 žen               |              | výroba plynových masek a odklízecí práce                                  | Continental-Gummiwerke | SS-Hauptsturmführer Otto Thümmel |
| KZ Hannover-Stöcken (Akkumulatorenwerke)        | 17. července 1943–7. dubna 1945                                        | 1500 mužů                  | min. 403     | výroba suchých článků do ponorek                                          | VARTA | SS-Untersturmführer Hans Hermann Griem SS-Hauptsturmführer Kurt Klebeck                                                                 |
| KZ Hannover-Stöcken (Continental)               | 7. září 1944–30. listopadu 1944                                        | 1000 mužů                  | min. 55      | výroba pneumatik                                                          | Continental-Gummiwerke | SS-Unterscharführer Otto Harder |
| KZ-Außenlager Hannover-Misburg                  | 26. června 1944–6. dubna 1945                                          | 1000 mužů                  | min. 55      | odklízecí práce a výstavba                                                | | SS-Obersturmführer Karl Wiedemann SS-Hauptscharführer Hans Gehrt                                                                        |
| KZ-Außenlager Hannover-Ahlem                    | 30. listopadu 1944–6. dubna 1945                                       | přes 750 mužů              |              | budování podzemní štoly                                                   | Continental-Gummiwerke, Maschinenfabrik Nieder-sachsen Hannover (MNH)                                                                                                 | SS-Unterscharführer Otto Harder |
| KZ Beendorf(ženský)                             | srpen 1944–10. dubna 1945                                              | 2500 žen                   |              | zbrojní průmysl                                                           | SS Führungsstav A III. Askania-Werke | SS-Obersturmführer Gerhard Poppenhagen                                                                                                  |
| KZ Beendorf (mužský)                            | 17. března 1944–10. dubna 1945                                         | 750 mužů                   |              | výstavba                                                                  | SS Führungsstav A III, Askania-Werke, Luftfahrtgerätewerk Hakenfelde GmbH                                                                                             | SS-Obersturmführer Gerhard Poppenhagen                                                                                                  |
| KZ-Außenlager Hildesheim                        | 2. března 1945–26. března 1945                                         | 500 mužů                   |              | práce na železnici                                                        | Reichsbahndirektion Hannover | SS-Hauptsturmführer Otto Thümmel |
| Horneburg                                       | a) říjen 1944–únor 1945 b) 24. února 1945–8. dubna 1945                | a) 250 žen b) 300 žen      |              | výroba elektronek a žárovek                                               | Philips-Valvo-Röhrenwerke | SS-Unterscharführer Peter Klaus Friedrich Hansen                                                                                        |
| KZ-Außenlager Husum-Schwesing                   | 26. září 1944–29. prosince 1944                                        | 2500 mužů                  | min. 297     | výstavba opevnění                                                         | Reichsverteidigungskommissar | SS-Untersturmführer Hans Hermann SS-Unterscharführer Josef Klingler                                                                     |
| KZ-Außenlager Kaltenkirchen                     | srpen 1944–17. dubna 1945                                              | 500 mužů                   | min. 214     | výstavba vojenského letiště                                               | Luftwaffe | SS-Hauptsturmführer Otto Freyer SS-Hauptsturmführer Bernhard Waldmann                                                                   |
| KZ-Außenlager Kiel                              | červenec 1944–září 1944                                                | 50 mužů                    |              | odklízecí práce                                                           | Kiel | |
| KZ-Außenlager Ladelund                          | 1. listopadu 1944–16. prosince 1944                                    | 2000 mužů                  | min. 301     | výstavba opevnění                                                         | Reichsverteidigungskommissar | SS-Untersturmführer Hans Hermann Griem                                                                                                  |
| Lengerich                                       | 29. března 1944–1. dubna 1945                                          | 200 mužů                   | min. 7       | práce v podzemní továrně                                                  | SS Führungsstav A I, Vereinigte Leichtmetallwerke Hannover | SS-Untersturmführer Küster |
| KZ-Außenlager Lübberstedt-Bilohe                | srpen 1944–29. dubna 1945                                              | 500 žen                    | min. 100     | výroba munice a padáků                                                    | Luftwaffe, Lufthauptmunitionsanstalt Lübberstedt | |
| Lütjenburg-Hohwacht                             | 16. listopadu 1944–19. dubna 1945                                      | 200 mužů                   |              | výroba navigačního zařízení raket V-2                                     | Anschütz & Co. | SS-Hauptscharführer Gätjens |
| Lüneburg-Kaland, II. SS-Baubrigade              | 12. srpna 1943–13. listopadu                                           | 155 mužů                   |              | výstavba                                                                  | Lüneburg | SS-Oberscharführer Johann Hille |
| Meppen-Dalum                                    | listopad 1944–25. března 1945                                          | 800 mužů                   |              | výstavba opevnění                                                         | Reichsverteidigungskommissar, Hochtief | SS-Untersturmführer Hans Hermann Griem SS-Unterscharführer Josef Klingler                                                               |
| Lager Versen                                    | 16. listopadu 1944–25. března 1945                                     | 1800 mužů                  | min. 50      | výstavba opevnění                                                         | Reichsverteidigungskommissar, Hochtief | SS-Obersturmführer Schäfer |
| KZ-Außenkommando Neustadt in Holstein           | prosinec 1944–1. května 1945                                           | 15 mužů                    |              | výstavba lazaretu SS                                                      | SS-Bauleitung | |
| Osnabrück, II. SS-Baubrigade                    | 17. října 1942–květen 1943                                             | 250 mužů                   |              | odklízecí práce                                                           | Osnabrück, Hochbauamt Bremen | SS-Oberscharführer Brinkmann SS-Oberscharführer Walter Döring SS-Hauptscharführer Gerds                                                 |
| KZ-Außenlager Porta Westfalica (mužský)         | 1944–1. dubna 1945                                                     | 170 mužů                   |              | výroba ložisek a montáž výrobních zařízení                                | Philips-Valvo-Röhrenwerke | Hermann Wicklein |
| KZ-Außenlager Porta Westfalica (ženský)         | únor 1945–1. dubna 1945                                                | 1000 žen                   |              | výroba elektronek a žárovek                                               | Philips-Valvo-Röhrenwerke | Hermann Wicklein |
| KZ-Außenlager Porta Westfalica (Barkhausen)     | 19. března 1944–1. dubna 1945                                          | 1300 mužů                  |              | budování štol                                                             | Eisenwerk Weserhütte Otto Wolff GmbH, SS Führungsstab A II, Ambi-Budd, Dr. Boehme & Co., Rentrop, Veltrup, Deurag-Nerag, Friedrich Uhde KG, Betonwerk Weber (Lerbeck) | Hermann Wicklein |
| KZ-Außenlager Porta Westfalica (Lerbeck/Neesen) | 1. října 1944–1. dubna 1945                                            | 500 mužů                   | min. 100     | oprava leteckých motorů                                                   | Bense, Jongerius, Betonwerk Weber (Lerbeck), Klöckner | Hermann Wicklein |
| KZ Salzgitter-Bad                               | září 1944–1. dubna 1945                                                | 500 žen                    | min. 200     | výroba granátů                                                            | Reichswerke Hermann Göring | SS-Oberscharführer Emanuel Eichler Hermann Wicklein                                                                                     |
| KZ-Außenlager Salzgitter-Drütte                 | 13. října 1942–7. dubna 1945                                           | 3100                       |              | výroba granátů                                                            | Reichswerke Hermann Göring | SS-Hauptsturmführer Rautenberg SS-Hauptsturmführer Hermann Forster SS-Obersturmführer Arnold Strippel SS-Obersturmführer Karl Wiedemann |
| KZ Salzgitter-Watenstedt (ženský)               | červenec 1944–7. dubna 1945                                            | 800 žen                    |              | výroba granátů                                                            | Stahlwerke Braunschweig | |
| KZ Salzgitter-Watenstedt (mužský)               | květen 1944–7. dubna 1945                                              | 2000–5000 mužů             |              | výroba granátů                                                            | Stahlwerke Braunschweig | SS-Scharführer Peter Wiehagen |
| KZ Salzwedel                                    | červenec/srpen 1944–14. dubna 1945                                     | 1520 žen                   |              | výroba munice                                                             | Draht- und Metallwarenfabrik Salzwedel GmbH | |
| Sandbostel                                      | duben 1945                                                             | min. 8000                  | přes 3000    |                                                                           | | |
| KZ-Außenlager Schandelah                        | 8. května 1944–10. dubna 1944                                          | 800 mužů                   | min. 200     | těžba a zpracování ropných břidlic                                        | Steinöl GmbH | SS-Oberscharführer Ewald Jauch SS-Unterscharführer Friedrich Ebsen                                                                      |
| KZ Uelzen                                       | konec 1944–17. dubna 1945                                              | 500 mužů                   |              | stavební práce                                                            | Deutsche Reichsbahn | SS-Untersturmführer |
| KZ-Außenlager Verden                            | 8. ledna 1945–duben 1945                                               | 8 mužů                     |              | výstavba školícího střediska SS                                           | SS-Bauleitung Verden | |
| KZ-Außenkommando Warberg                        | 5. června 1944–8. ledna 1945                                           | 8 mužů                     |              | výstavba kancelářské budovy                                               | | Schnitzler |
| Wedel (ženský)                                  | 13. září 1944–27. září 1944                                            | 500 žen                    |              | odklízecí práce                                                           | Hamburk | SS-Unterscharführer Walter Kümmel |
| Wedel (mužský)                                  | 17. října 1944–20. listopadu 1944                                      | 500 mužů                   | min. 27      | výstavba                                                                  | Reichsverteidigungskommissar | |
| KZ Wilhelmshaven                                | 17. září 1944–5. dubna 1945                                            | 1200 mužů                  | přes 234     | stavba lodí a odklízecí práce                                             | Kriegsmarine | Otto Thümmel Arnold Büscher |
| KZ Wilhelmshaven, II. SS-Baubrigade             | ?–listopad 1943                                                        | 175 mužů                   |              | odklízecí práce a výstavba                                                | Wilhelmshaven | |
| KZ-Außenlager Wittenberge                       | 28. srpna 1942–17. února 1945                                          | 500 mužů                   | min. 119     | výstavba chemické továrny a práce ve výrobě                               | Phrix-Werke, Kurmärkische Zellwolle und Zellulose AG, Phillip Holzmann, Grün & Bilfinger                                                                              | SS-Hauptscharführer Max Kirstein Wilhelm Dreimann                                                                                       |
| KZ Wöbbelin                                     | a) 12. února 1945–březen 1945 b) duben 1945–2. května 1945             | a) 650 mužů b) přes 5000   | b) přes 1000 | výstavba zajateckého tábora                                               | | SS-Sturmbannführer Paul Werner Hoppe Theodor Traugott Meyer                                                                             |